# Hartvig Klittegaard
Hartvig Klittegaard (* 1887; † 1965) war ein dänischer Polizeihauptmann.
Klittegaard baute nach Ende des Zweiten Weltkriegs in unentgeltlicher Arbeit ein landesweites Kirchenregister über in Dänemark verstorbene deutsche Soldaten und Flüchtlinge auf. Sorgfältig prüfte er Friedhof für Friedhof und die zugehörigen Kirchenbücher, um Informationen zu fast allen Beerdigungen Deutscher und Alliierter zu sammeln.

## Ehrungen
- 1953: Verdienstkreuz (Steckkreuz) der Bundesrepublik Deutschland